# Jadro (Lermontov)
Jadro (rusko Парус) je pesem ruskega pesnika Mihaila Lermontova. Nastala je leta 1832 v Sankt Peterburgu, ko je bil star 18 let in se je soočal s pomembnejšimi življenjskimi odločitvami, npr. izbira študija in poklica, čeprav ima pesem širšo sporočilno vrednost.

## Analiza
Pesem je bivanjska in miselna, o njej pesnik preko podobe jadra, ki je temeljni motiv, in se samotno giblje sredi morja, spregovori o lastnih občutjih - očitno je osamljen in nesrečen, zato si želi viharja (spremembe) v življenju - zadnja kitica. Drugi temeljni motivi so še morje, sonce in vihar, ki pomensko dopolnjujejo najpomembnejši motiv - jadro. Čeprav je lirski subjekt pesnik sam, so njegova čustva izražena s podobo samotnega jadra.
Ključna tema je pesnikovo tujstvo, s čimer je v pesmi izraženo nasprotje med ideali (sreča) in stvarnostjo (nesreča, osamljenost).
Pesem je sestvaljena iz 3 štiri-vrstičnih kitic, s prestopno rimo (a b a b).
Literarni prijemi:
- retorična vprašanja (1. kitica)
- okrasni pridevniki (sončna luč)
- poosebitev (jadro)
- vzklik (2. in 3. kitica)
- primerjava (3. kitica, kot da)